# Bejliket Tunis
Bejliket Tunis var et autonomt beylik af det Osmanniske rige, det blev grundlagt den 15. juli, 1705, efter at Hafsidene ledet af Al-Husayn I ibn Ali at-Turki besejrede de tyrkiske Deys der kontrollerede hvad der nu er Tunesien.

## Historie
Selvom dejene blev besejret, fortsatte Tunesien at være en vassal af det osmanniske rige, I det 19. århundrede blev landet mest autonome, selv om det stadig var officielt en osmannisk provins. I 1861 vedtog Tunesien den første forfatning i den arabiske verden, men en bevægelse mod uafhængighed blev hæmmet af den fattige økonomi og politiske uro. I 1869 erklærede Tunesien sig konkurs, og en international finansiel kommission med repræsentanter fra Frankrig, Det Forenede Kongerige og Italien tog kontrol over økonomien. 
Tunesien blev et protektorat af Frankrig den 12. maj 1881, efter at franskmændene hævdede, at tunesiske tropper havde krydset grænsen til deres koloni i Algeriet. Tunesien modtog senere sin uafhængighed fra Frankrig den 20. marts 1956.